# 1755

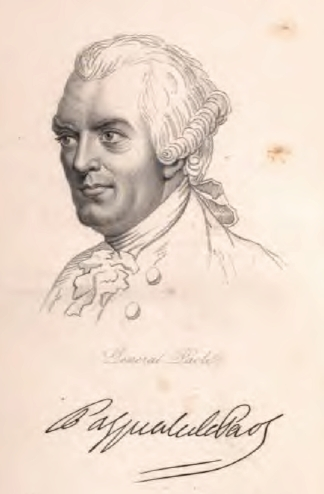
Pasquale Paoli (1725 - 1807)

Het jaar 1755 is het 55e jaar in de 18e eeuw volgens de christelijke jaartelling.

## Gebeurtenissen
februari
- 13 - Verdrag van Giyanti: De Vereenigde Oostindische Compagnie sluit een vredesovereenkomst met sultan Pakubuwono III van Surakarta en diens tegenstander, kroonpretendent Hamengkubuwono I. Hierdoor wordt de Derde Javaanse Successieoorlog beëindigd. Er komt een einde aan het Sultanaat Mataram op Java. Het wordt gesplitst in Soerakarta en Djokjakarta, met Hamengkoe Boewono I als sultan van het laatste.

april
- 15 - Verschijning van A Dictionary of the English Language, het eerste systematische woordenboek van het Engels, door Samuel Johnson. Voor het project is in Londen een conglomeraat van uitgevers gevormd.

juni
- 27 - Door zijn vele amoureuze escapades wordt Giacomo Casanova overal waar hij komt in korte tijd een omstreden figuur. In Venetië verdenken ze hem ervan een gravin krankzinnig te hebben gemaakt met 'verdovende middelen en liefdedranken'. Hij wordt gearresteerd en in de beruchte Piombi-gevangenis geworpen.

juli
- 13 - Pasquale Paoli, een Corsicaanse verzetsleider en patriot, wordt benoemd tot 'generaal van de Corsicaanse natie'. Onder zijn leiding weet hij een groot deel van het eiland van het Genuees gezag te bevrijden.

november
- 1 - Een zware aardbeving in Lissabon verwoest twee derde deel van de stad en kost 50.000-100.000 doden. Omdat het epicentrum uit de kust ligt, ontstaat er een vloedgolf van 12,5 meter hoogte die ook de kusten van Fez en Meknes in Marokko teistert.
- 18 - Pasquale Paoli vormt de "Corsicaanse Constitutie". Hij sticht een democratische staat, compleet met een grondwet, instituties en een universiteit. Vanuit het bergstadje Corte bestuurt hij de Corsicaanse bevolking.

december
- 26 - Aardbeving in het Duitse Rijnland met een sterkte van 5.1.

## Muziek
- Georg Christoph Wagenseil componeert de opera Le cacciatrici amanti

## Bouwkunst

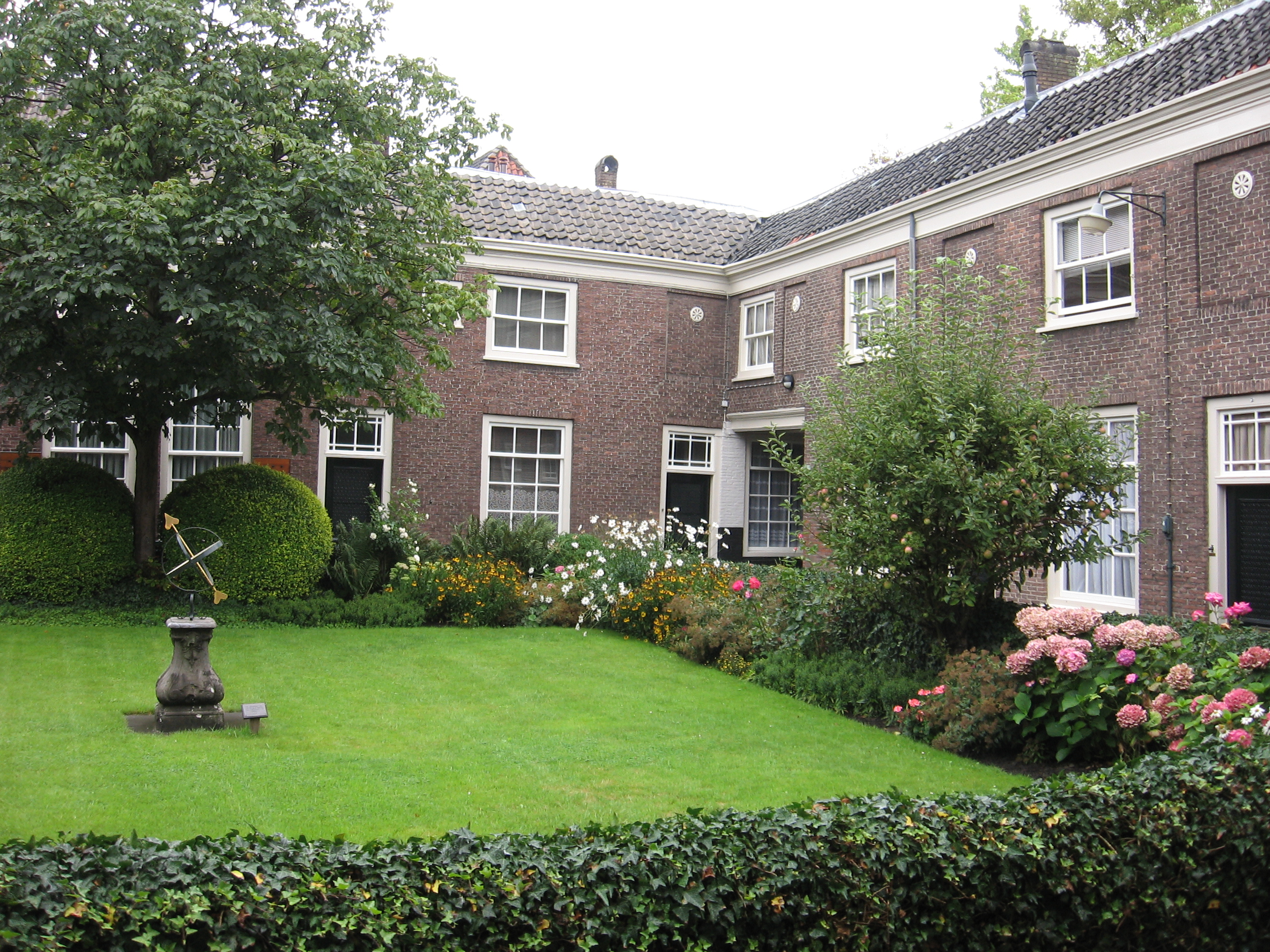
Regentenhof Dordrecht (1755)
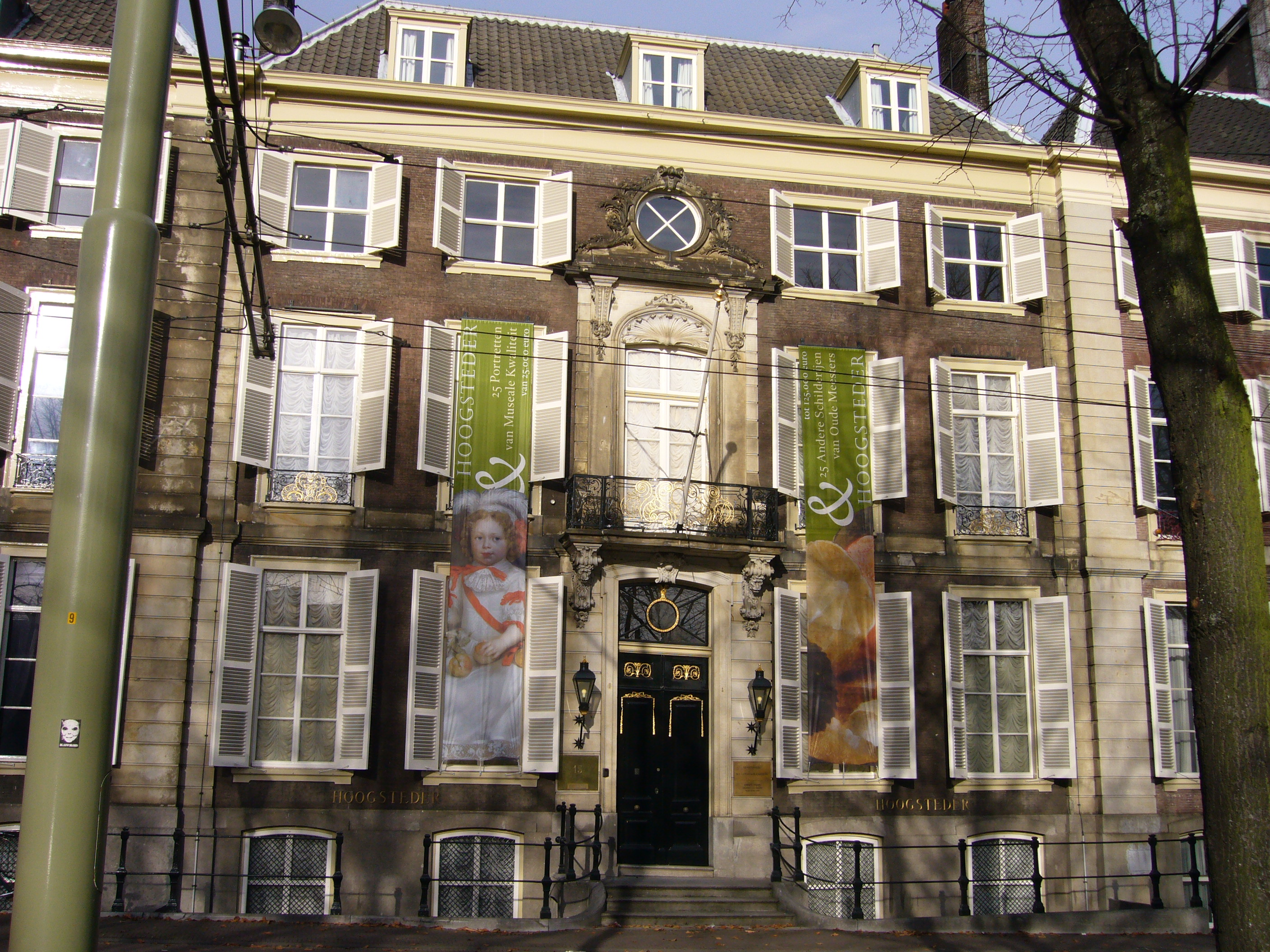
Voormalig Friese Hof Den Haag (1755) Pieter de Swart

## Geboren
januari
- 28 - Samuel Thomas Sömmerring, Duits arts en wetenschapper (overleden 1830)

februari
- 9 Pieter Gerardus van Overstraten, gouverneur-generaal van Nederlands-Indië (1796-1801) (overleden 1801)

maart
- 25 - Johannes Hagelaers, Nederlands pastoor te Helmond (overleden 1812)

april
- 10 - Samuel Hahnemann, Duits arts/homeopaat (overleden 1843)

juli
- 3 - Charles Etienne Coquebert-Montbret, Frans consul en directeur van de Douane in Nederland tijdens de Franse tijd (overleden 1831)
- 3 - Fokke Simonsz, Nederlands schrijver (overleden 1812)
- 5 - Sarah Siddons, Welsh actrice (overleden 1831)

augustus
- 4 - Nicolas-Jacques Conté, Frans schilder en uitvinder van onder andere het grafietpotlood (overleden 1806)

november
- 2 - Marie Antoinette, koningin van Frankrijk (overleden 1793)
- 22 - Elisabeth Maria Post, Nederlands schrijfster (overleden 1812)

## Overleden
februari
- 10 - Charles Montesquieu (65), Frans filosoof, grondlegger van de trias politica

juli
- 13 - Edward Braddock (60), Brits militair en opperbevelhebber.

augustus
- 6- Aleida Leurink Autobiografe

oktober
- 16 - Gerardus Majella (29), heilige
- 28 - Joseph Bodin de Boismortier (65), Frans barokke componist

december
- 1 - Maurice Greene (59), Engels componist en organist